# Кокосовый рис
Кокосовый рис — блюдо, приготовленное путём замачивания белого риса в кокосовом молоке или приготовления его с кокосовой стружкой. Поскольку и кокос, и рис обычно растут в тропическом климате по всему миру, блюдо «кокосовый рис» встречается во многих культурах, простираясь через экватор от Индийского субконтинента, Юго-Восточной Азии, Южной Америки, Центральной Америки, Восточной Африки и Карибского бассейна.
Варианты блюда

## Юго-Восточная Азия

### Мьянма
В кухне Мьянмы тхамин (как называют там рис), приготовленный на кокосовом молоке, довольно-таки часто употребляется в пищу даже вместо обычного белого риса. Обычно рис готовят на кокосовом молоке, добавляя в блюдо жареный лук и соль для более пикантного аромата.

### Индонезия
Кокосовый рис довольно распространён в Индонезии, и каждый регион страны имеет свою собственную «версию» этого блюда. Традиционно его готовят из белого риса, кокосового молока, имбиря, семян пажитника, лимонника и листьев пандана. Иногда используют индонезийский жёлтый рис с добавлением куркумы в качестве красителя и ароматизатора. Также подобным рецептом, особенно популярным в падангской кухне, являются рисовые клёцки.

### Малайзия
Наси-лемак (кокосовое молоко и листья пандана) — в переводе «жирный рис» — один из самых популярных рецептов кокосового риса в Малайзии. Такая версия блюда считается национальным блюдом страны.

### Таиланд
В тайской кухне сладкий кокосовый рис особо популярен в качестве десерта. Он сделан из клейкого риса, кокосового молока, сахара, соли и воды. Часто блюдо подаётся с ломтиками спелого манго и ложкой кокосового крема сверху (в зависимости от сезона манго может заменяться другими сладкими фруктами). Также популярностью пользуется десерт под названием «Кхао том мат», в котором сладкий банан на пару готовится внутри клейкого риса, завёрнутого в банановый лист. Ещё одно блюдо, «Кхао лам», в котором смесь риса и кокосового молока пропаривается внутри бамбука. Также встречаются варианты этого десерта с большим количеством сахара; в таких случаях оно получается розового или зелёного цвета. 

## Индийский субконтинент

### Индия
В Индии кокосовый рис особо известен в южных регионах страны. Традиционно рис басмати готовится с кокосовым молоком, которое придаёт блюду мягкий кокосовый вкус, и подаётся с карри. Один из способов готовки этого блюда — приготовить отдельно рис, затем смешать его со смесью, состоящей из орехов, приправы карри, кокосовых хлопьев (или кокосовой стружки), поджаренных на кунжутном масле и приправленных паприкой. Также по вкусу добавляются иные специи. 

### Шри-Ланка
В Шри-Ланке кокосовый рис часто называют «молочным рисом», или кирибатом. Он широко распространён по всей стране, особенно часто подаётся в особых случаях, например, чтобы отметить праздники. Традиционно к нему прилагается lunu miris — пряный луковый самбал, приготовленный с красным перцем чили, помидорами, лаймом и солью.

## Латинская Америка

### Колумбия и Панама
На карибском побережье Колумбии и Панамы блюдо называется «arroz con coco» и считается типичным гарниром к рыбе. Его готовят из белого риса на основе кокосового молока, смешивая с кокосовой мякотью, солью, сахаром и изюмом.

### Гондурас
На карибском побережье Гондураса рис традиционно готовят с кокосовым маслом, кокосовым молоком, чесноком, луком и красной или чёрной фасолью, называя это сытное блюдо простым «рис с фасолью». Блюдо особенно популярно среди гондурасцев африканского происхождения (Гарифуна), но со временем оно стало традиционной едой для всех гондурасцев.

### Пуэрто-Рико
В Пуэрто-Рико кокосовый рис обычно подают с рыбой и сладкими бананами. Рис обжаривают с кокосовым маслом и солью, затем добавляют кокосовое молоко чеснок, лук, кинзу, изюм и кумкват. В процессе приготовления получившуюся смесь накрывают банановым листом. 
Ещё одним популярным блюдом из риса является так называемое «arroz con dulce» (кокосово-рисовый пудинг) — десерт, приготовленный из молока, кокосового молока, кокосовых сливок, изюма, ванили, рома, сахара, имбиря и других специй. Пуэрто-риканский рисовый пудинг также популярен в Колумбии, на Кубе и в Венесуэле.

## Африка

### Нигерия
В Нигерии кокосовый рис готовится путем варки риса в соке измельченной мякоти кокоса. Мякоть замачивают в горячей воде, а затем убирают твёрдые частицы, чтобы оставить кокосовое «молоко». Его можно добавлять в основу из томатов или самостоятельно готовить с рисом.